# Richard Gasperotti
Richard Gasperotti (* 20. března 1977), známý pod přezdívkou Gaspi, je český profesionální cyklista na horských kolech (MTB). Jako člen Flowriders týmu pět let vystupoval na severoamerické MTB putovní akci Flowshow. Čtyřikrát startoval na nejtěžším MTB freerideovém závodu Red Bull Rampage. Pětkrát se účastnil akce Crankworx ve Whistleru a celkem pětkrát závodu Adidas Slopestyle. Profesionálním cyklistou je od roku 2009. V současnosti[kdy?] je podporován španělskou firmou Mondraker a českou značkou Horsefeathers. V minulosti[kdy?] byl členem týmů Banshee factory team (4 roky), Specialized Eastern Europe Team (8 let) a R. S. P. (2 roky).

## Sportovní kariéra
V devíti letech začal jezdit za Svazarm bikros klub Chomutov, který v osmdesátých letech vedl jeho otec Richard Gasperotti starší. Po přechodu na horská kola vyzkoušel různé disciplíny od cross country (závodů v terénu), sjezdu (cyklista jede po trati dolů a měří se mu čas) až po dual slalom (dva závodníci jedou vedle sebe po trati ze svahu). V roce 2001 vycestoval do Vancouveru a za podpory místního bike shopu On Top se tak dostal co nejblíž legendární bikové lokalitě North Shore. Poté, co se objevil ve filmu North Shore Extreme, dostal jako vůbec první evropský jezdec pozvánku na freerideový závod Red Bull Rampage 2002 v Utahu v USA, kterého se účastnil celkem čtyřikrát. Třebaže nikdy nedosáhl umístění v top 10, samotná účast mu zajistila místo mezi nejznámějšími freeridery světa.

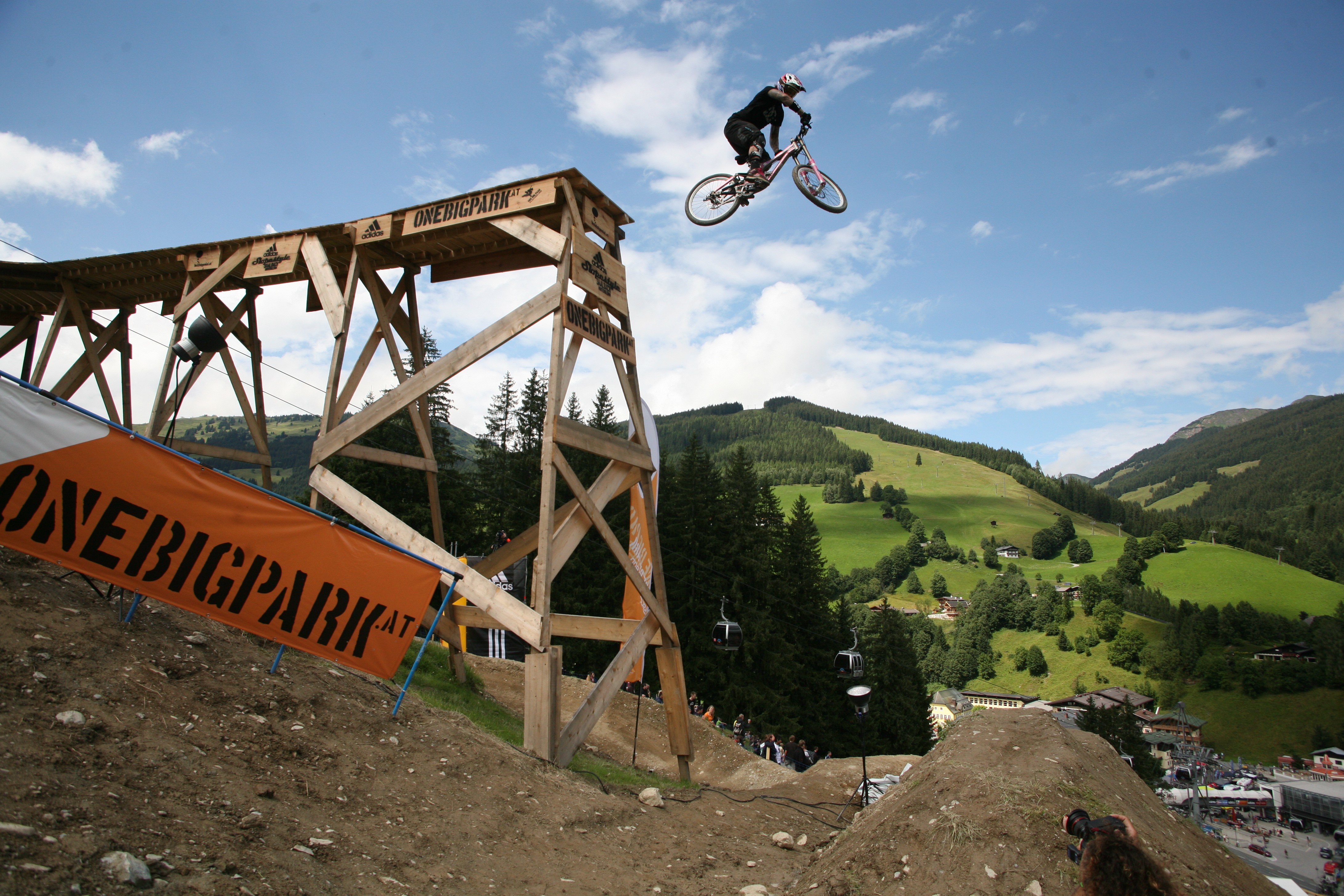
Richard Gasperotti na závodu Adidas Slopestyle v rakouském Saalbachu v roce 2008

## Projekt ,zam

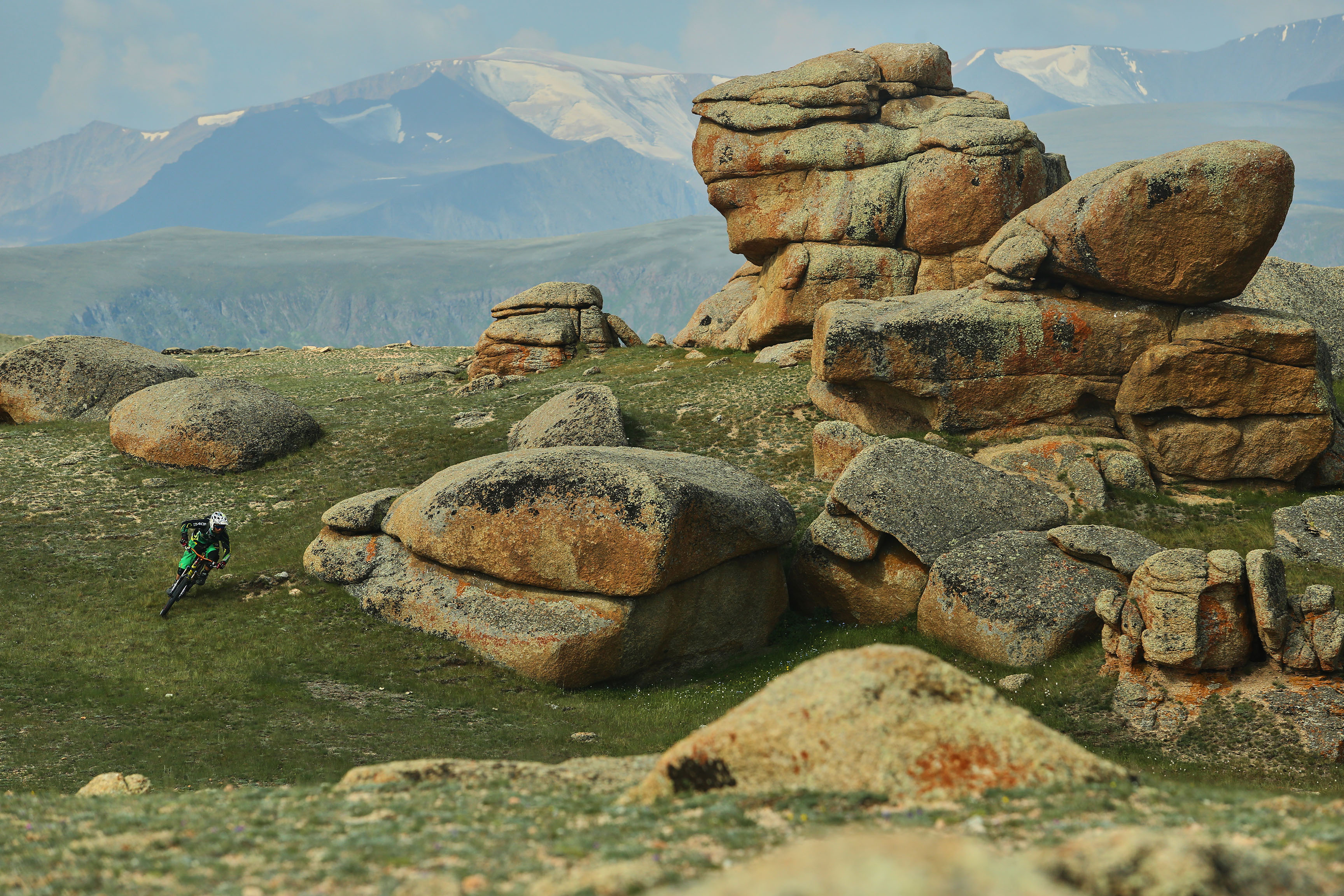
Richard Gasperotti v Mongolsku v roce 2012

V roce 2012 založil expediční projekt ,zam, což v mongolštině znamená cesta. Spolu s podnikatelem Lukášem Juskem, kameramanem Martinem Smolíkem a fotografem Adamem Maršálem se vydal do mongolského pohoří Altaj ve speciálně upravené dodávce s rozkládacím stanem na střeše. Z cesty vznikl filmový dokument. Po jeho úspěchu na mezinárodní soutěži snímků s outodoorovou tematikou ,zam pokračoval expedicemi do Nového Mexika, na Sardinii, Tchaj-wan, Ázerbájdžán, Balkán a poloostrov Kola v severním Rusku. Cílem projektu je mapovat méně známé bikové destinace a objevovat místní MTB komunity.

## Sportovní úrazy

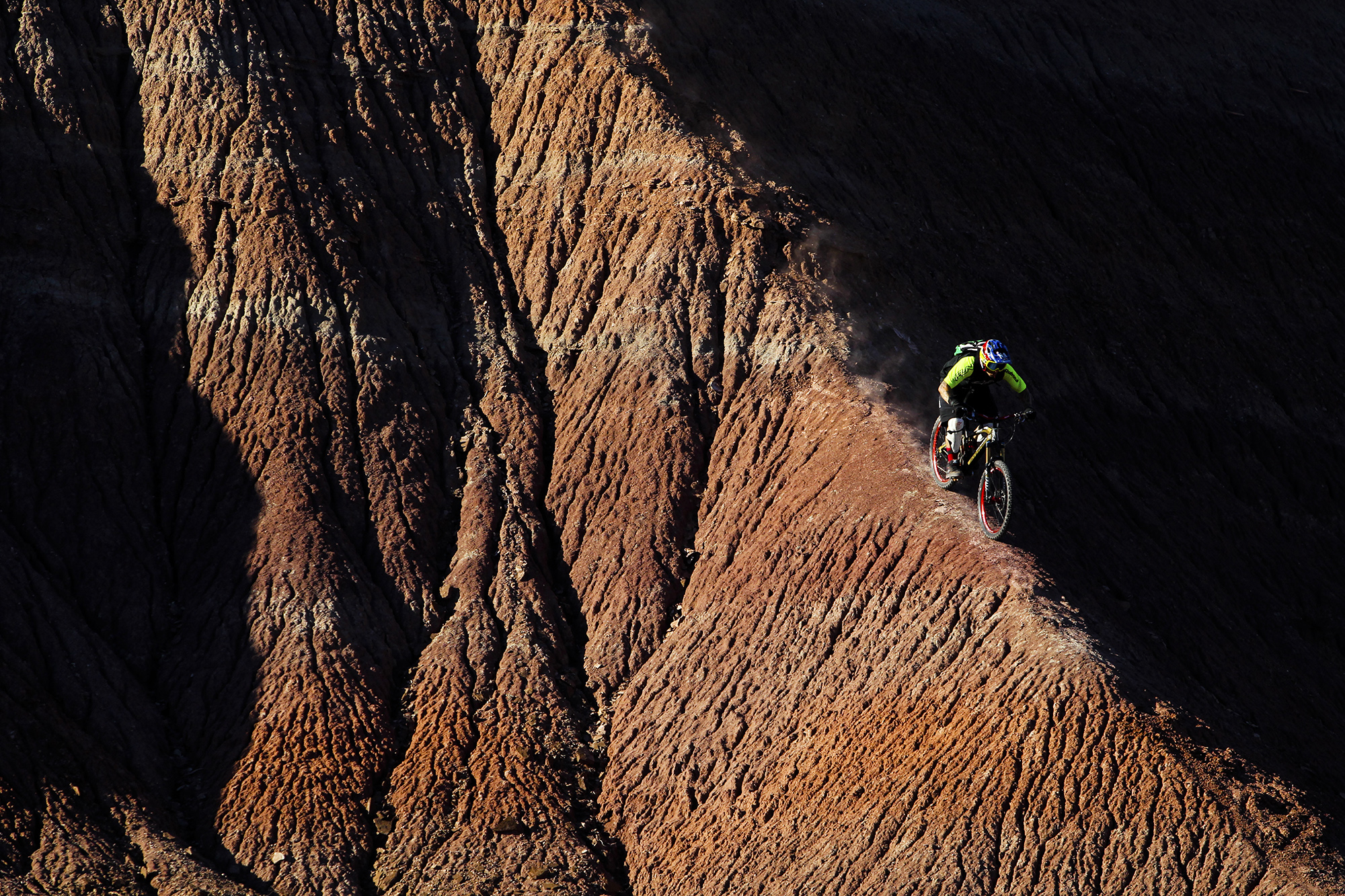
Richard Gasperotti v Novém Mexiku v roce 2013

Na závodu dual slalomu v Sedlčanech v roce 1997 upadl a v plné rychlosti narazil bokem na hranu klopené zatáčky a poranil si slezinu, která mu musela být odoperována. Během kariéry prodělal řadu dalších vážných zranění. Ke svému prvnímu úrazu přišel už jako dítě na BMX kole, na kterém si naštípl lýtkovou kost. Protože podcenil doléčení, ortoped mu tam nakonec musel voperovat keramickou výztuhu. Kromě utržené sleziny si zlomil podočnicový oblouk, oba palce na nohách, zápěstí, v kolenou si utrhl zkřížené vazy, přišel o oba menisky, naštípl si kloubní jamku v pravém rameni a v levém si natáhl vaz. Po pádu do cihlové zdi si zlomil žebra a z Maroka ho museli transportovat kvůli zlomenině kotníku.

## Rychlostní rekord

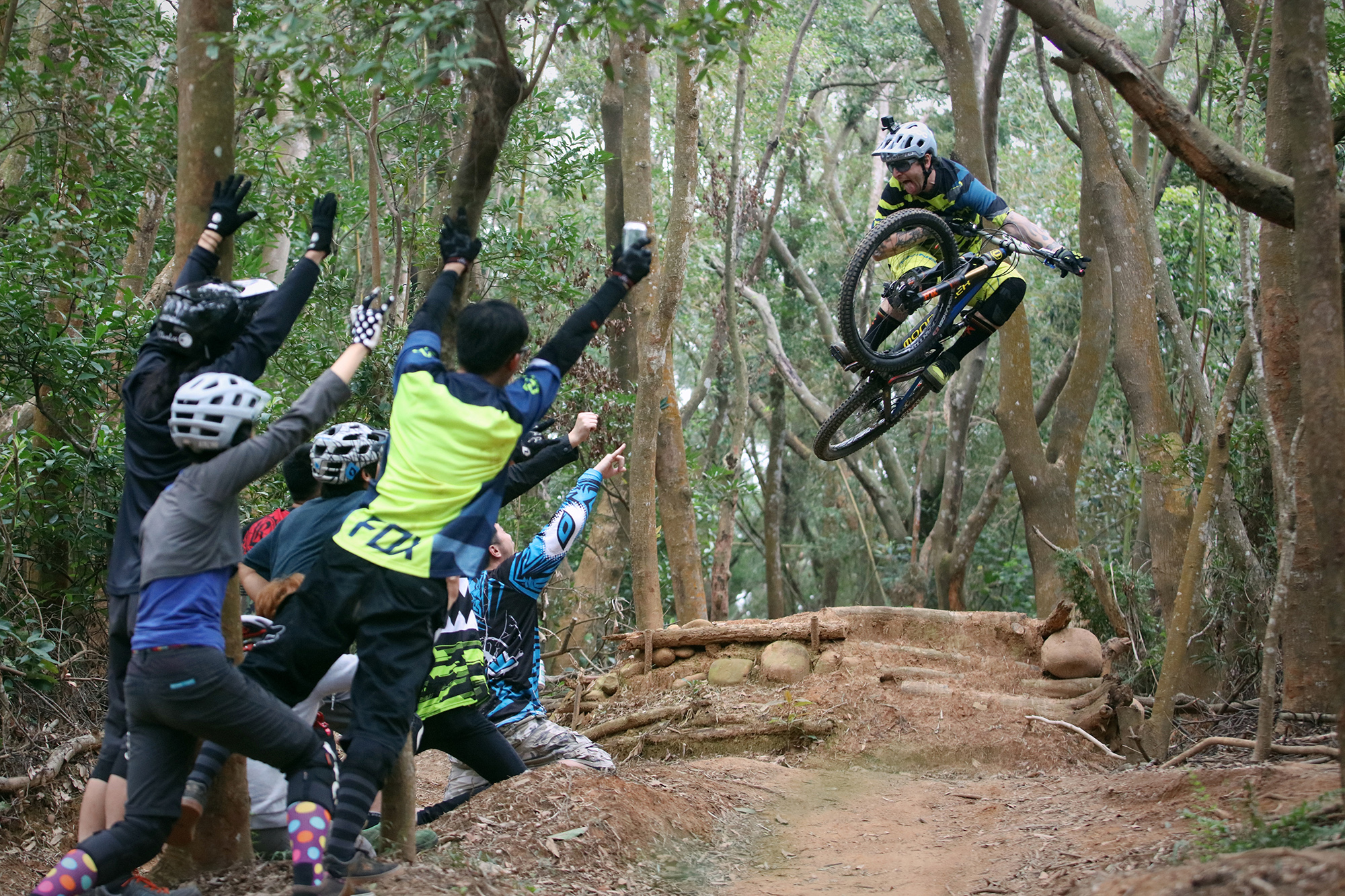
Richard Gasperotti během výpravy zam na Tchaj-wanu

V červenci 2009 vytvořil světový rekord, když se nechal na kole roztáhnout motorkou na rychlost 211,5 km/h. Rekordu docílil na bývalém vojenském letišti Tchořovice u Blatné v jižních Čechách. Akce se účastnila výjezdní hlídka Policie ČR, která byla povolána změřit rychlost. Při nejrychlejší jízdě dne zaznamenaly policejní radary rychlosti 205 km/h a 218 km/h. Aby mohl být rekord zapsán do České knihy rekordů, byla tato čísla zprůměrována na 211,5 km/h. Předchozí nejlepší výsledek 156 km/h byl překonán o více než padesát kilometrů.

## Další aktivity
V Česku, na Slovensku, v Německu a v Maroku předával kola dětem v dětských domovech, dětem ze sociálně slabších rodin nebo dětem zotavujícím se po těžké nemoci v rámci projektu Share the Ride amerického bikového serveru Pinkbike.com.
V roce 2017 sjel tři aktivní sopky v Itálii pod hlavičkou akce Young Guns. Na vrchol vulkánů Stromboli, Vulcana - Monte Aria a Etny se vydal se dvěma talentovanými jezdci ve věku 12 let Adamem Francem a Vojtěchem Klokočkou. 
Je spolumajitelem agentury Simpleride, která se zaměřuje na výuku jízdy na kole a pořádání cest po světě. Pro své klienty zajistil bike campy v Utahu, Britské Columbii nebo v Ománu.

## Osobní život
Pochází ze severočeského Jirkova. Italské příjmení zdědil po svém dědovi, který působil jako malíř v Roveretu a do Československa odešel před druhou světovou válkou, protože si nesedl s tehdejším italským fašistickým režimem. Civilním zaměstnáním je mechanik měřicích přístrojů a zařízení. Se ženou Terezou Gasperotti má dceru Eleonoru.